# Ayọ

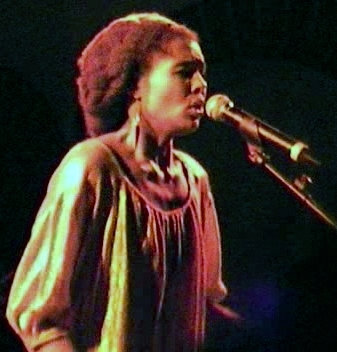
Ayo.

Joy Olasunmibo Ogunmakin, conocida como Ayo, (Colonia, 14 de septiembre de 1980) es una cantante y compositora alemana-nigeriana radicada en Brooklyn. Nacida de padre nigeriano y madre alemana de etnia Sinti, publica sus trabajos bajo el seudónimo de Ayo.
Su primer álbum "Joyful" fue publicado en 2006.

## Carrera musical

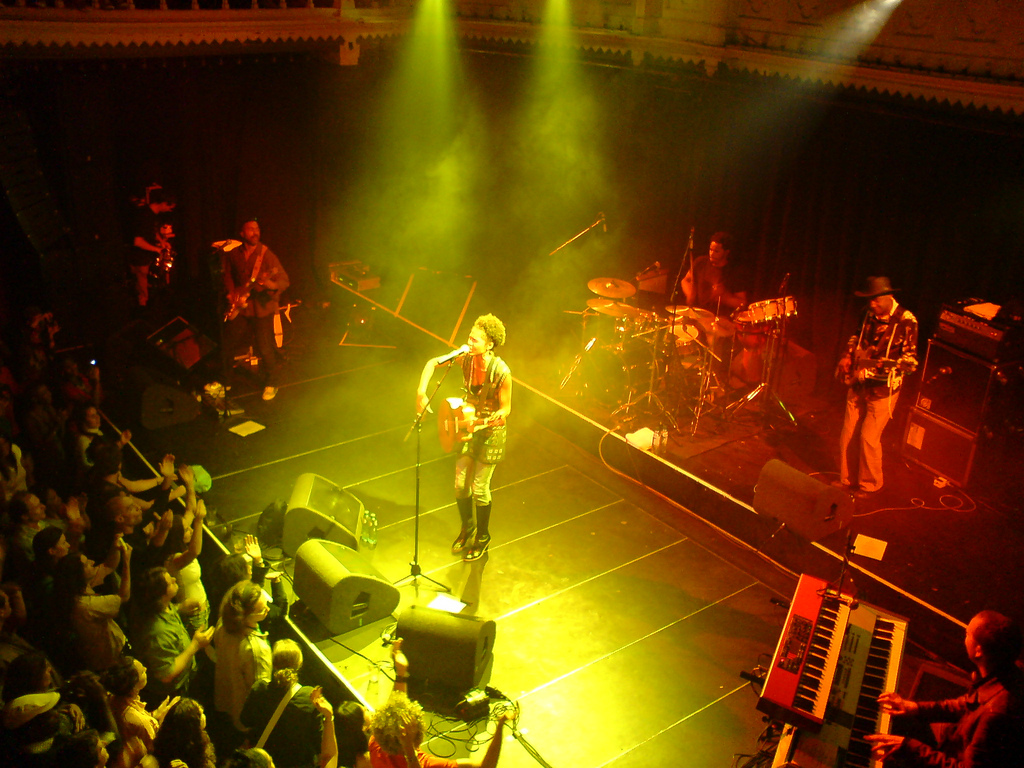
En el Paradiso (Ámsterdam), 13 de septiembre de 2007

A la edad de seis años, Ayọ tocó el violín por un corto tiempo, después se dedicó al piano y luego aprendió por sí misma a tocar la guitarra. Mientras era miembro de la banda "La Taste" durante su estancia en el hogar infantil de Waldniel, ella y otros dieciocho jóvenes miembros de la banda grabaron durante el verano de 1992 el CD Kido Musik en el estudio de grabación "Man Made Noise". .[13] Durante esa época apareció por primera vez en mayo de 1993 en un vídeo musical, La Maladie d`Amour, y actuó en un concierto público.
Cuando tenía unos 15 años, escribió su primera canción, que trataba sobre su madre y que la ayudó a sobrellevar su traumática infancia. Su gusto musical estuvo influenciado por la gran selección de álbumes de vinilo de su padre, que incluían a Pink Floyd, Fela Kuti, Donny Hathaway, Jimmy Cliff y Bob Marley. Cuando su padre, que trabajaba a tiempo parcial como DJ mientras estudiaba ingeniería en Alemania, descubrió su talento para el canto, grabó una primera cinta de demostración con ella en un estudio.
A los veintiún años, Ayọ se trasladó a Londres y después vivió en París y Nueva York. Durante su estancia en París, su talento musical fue apreciado por un público más amplio y dio sus primeros conciertos en solitario, hizo de telonera en 2002 para los cantantes de soul Omar y Cody Chesnutt y firmó un contrato con Polydor Records.
Poco después de dar a luz a su hijo Nile, grabó su primer álbum Joyful en enero de 2006 en el estudio Sony de Nueva York. Todo el disco fue grabado en tan solo cinco días en vivo, con un grupo de músicos organizado por su productor Jay Newland. El álbum fue lanzado en junio de 2006 en Europa y Corea, y en Estados Unidos y Japón en noviembre de 2007.
A finales de 2007, Ayọ inició una gira de conciertos por Alemania y Estados Unidos. En su gira americana actuó con Kenneth "Babyface" Edmonds. El 10 de enero de 2008 apareció en Late Show con David Letterman y el 26 de enero de 2008 en The Late Late Show con Craig Ferguson, interpretando su canción Down on My Knees. En junio de 2008, la cantante inició su segunda gira por Estados Unidos y Canadá.

## Discografía

### Sencillos
- Down on my knees (2006)
- And It's supposed to be love (2007)
- Help is coming (2007)
- Life is real (2007)
- Slow slow (run run) (2008)
- Lonely (2009)
- I'm gonna dance (2011)
- Fire (2013)
- I'm a Fool (2017)
- Paname (2017)
- Beautiful (2019)
- Rest assured (2020)
- I'll Be Right Here (2021)

### Álbumes
- Joyful (2006)
- Gravity At Last (2008)
- Billie-Eve (2011)
- Ticket To The World (2013)
- Ayọ (2017)
- Royal (2020)